# Amores cruzados
Amores cruzados es una telenovela colombo-mexicana de Caracol Televisión en coproducción con TV Azteca, diseñada por el escritor colombiano Luis Felipe Salamanca y la española Susana Prieto. Los guionistas fueron Perla Ramírez, Cesar Augusto Betancur, Dago García y Luis Felipe Salamanca . 
Es la primera telenovela de TV Azteca grabada íntegramente en HD.
Protagonizada por las colombianas Patricia Vásquez, Ana Lucía Domínguez, el mexicano David Zepeda y el argentino Michel Gurfi, cuenta con las participaciones antagónicas de Julián Arango, Andrea López, Claudia Álvarez y Manuel Sarmiento y las actuaciones estelares de Fernando Ciangherotti, Patricia Bernal, Evangelina Elizondo, Luis Miguel Lombana, Isabel Cristina Estrada, Johanna Bahamón y Rodolfo Arias.

## Sinopsis
Una lucha de clases y la rebeldía de un joven hacen que cuatro seres humanos tengan un destino esquivo a la felicidad. Un encuentro de dos colombianas y dos mexicanos.
Alejandro es un joven que lo tiene todo: dinero, mujeres... Pero cuando su padre se entera de que Alejandro no está estudiando medicina, como castigo, decide enviarlo a Cartagena a uno de sus hoteles para que trabaje como empleado del hotel y aprenda a valorar lo que tiene. Pero Alejandro contrata a su amigo Diego para que lo suplante y así evitar el castigo impuesto por su padre.
En Cartagena Diego conoce a Elisa, una mujer ambiciosa y que siempre se mete en líos, que trabaja en el hotel como relacionista pública. Elisa lo lleva a conocer a su familia y allí se encuentra con María quien quiere estudiar en México. Diego la pone en contacto con Alejandro, quien ahora se hace pasar por él, viviendo en su modesto apartamento.
Pero cuando el padre de Alejandro decide viajar a Cartagena para cerciorarse de que su hijo cumpla con su castigo, el joven de nuevo toma su verdadera identidad, está vez conocerá a Elisa y se intesará por ella sin saber que es la hermana de María.
A partir de entonces, estos personajes llegarán a lo más insospechado, cuando Diego se comprometa con Elisa y Alejandro con María y Sofía al mismo tiempo, ya que esta sabe lo de su hazaña y estará dispuesta a contarle todo a su suegro.

## Elenco
- Patricia Vásquez - Elisa Márquez García
- Ana Lucía Domínguez - María Márquez García
- David Zepeda - Diego Fernández Suárez
- Michel Gurfi - Alejandro Conde y Figueroa de los Monteros
- Julián Arango - Santiago Rincón
- Andrea López - Déborah Smith
- Claudia Álvarez - Sofía Narváez Echeverría
- Rodolfo Arias - Antonio
- Johanna Bahamón - Julieta Márquez García
- Patricia Bernal - Fabiola de los Monteros
- Óscar Borda - Ismael Colón
- Juan Sebastián Caicedo - Ramón Márquez García
- Fernando Ciangherotti - Federico Conde y Figueroa
- Dora Cordero - Magdalena
- Christian Correa - Álvaro
- Evangelina Elizondo - Sara de los Monteros
- Isabel Cristina Estrada
- Luis Miguel Lombana - Pedro
- Luz Marina Martelo -
- Cecilia Piñeiro - Laura
- Mateo Rueda - Raúl
- Laura Sotelo - Carmen
- Alberto Valdiri - Jorge Márquez
- Brayan Martínez Carrascal - Daniel Márquez Garcia
- Paula Hernandez - Adriana Conde y Figueroa de los Monteros
- Manuel Sarmiento - Andrés
- Lina Angarita - Ruth
- Andrea Martínez -Valentina Conde y Figueroa de los Monteros
- Antonio Bejarano - Eugenia
- Sergio García - Diego
- Michelle Robles  - Laura Fernández Suaréz
- Socorro de la Campa - Lupe
- José Luis Penagos - José
- Georgina Tábora - Gertrudis
- Janete Bejarano - Eugenia
- Juan David Galindo

## Ficha técnica
- Dirección: Martín Luna / Diego Mejía Montes / Carlos Villegas
- Argumento:Luis Felipe Salamanca / Dago García
- Libretos: Susana Prieto / Perla Ramírez / Cesar Betancur
- Productor ejecutivo: Pedro Luévano
- Productor general: Feliciano Torres
- Dirección de cámaras: Arturo Flandes / Sergio Treviño / Antonio Novaro
- Edición: Miguel Ángel Sánchez Castillo
- Casting: Gerardo Hernández Valdez
- Diseño de vestuario: Brenda Fernández
- Jefe de producción: Jesús Ruiz Ortiz
- Departamento de música: Ignacio Pérez